# M.I.L.F.
M.I.L.F. es el quinto LP del MC sevillano Juaninacka.
M.I.L.F. (Music I Like to Feel) o Música que Me Gusta Sentir, en español, es un trabajo que fue siendo publicado a lo largo del año 2012, un tema por mes. 
A lo largo de 2013 fueron saliendo algunos temas más como regalo, para cerrar la serie. Fue lanzado el 26 de febrero de 2013, aunque las canciones estaban disponibles desde 2012 en formato digital en la página oficial de Juaninacka.

## Canciones
1. Barman (enero producido por 'The Cratez
2. Problemas (febrero producido por 'BigBoyTraks
3. Vieja escuela (marzo producido por BigBoyTraks
4. Mi Milf (abril producido por 'The Cratez
5. Subo La Música (mayo producido por 'The Cratez
6. el rap es musica (junio producido por 'Jimmy Dukes Boi
7. Funk Baby!!! (julio producido por 'Dj Stealth
8. Vida (con Juanma (MC)) (agosto producido por 'Dj Randy
9. Palabras al aire (septiembre producido por 'Boon Doc
10. No Hype (con Nestakilla) (octubre producido por 'Hazhe y Acción Sánchez
11. Divino Tesoro feat. Al2 y Mackio (noviembre producido por 'The Cratez
12. Barras de destrucción Masiva (diciembre producido por 'The Cratez
13. Juaninacka & Capaz - New Jams (M.I.L.F. bonus track 1) producido por 'Sceno
14. El Juego (M.I.L.F. bonus track 2) producido por 'Juanma (MC)
15. Juaninacka - Testamento (M.I.L.F. bonus track 3) producido por 'BigBoyTraks

- Datos: Q42906220